# Kore Yamazaki
Kore Yamazaki (ヤマザキコレ, Yamazaki Kore, Hokkaido, 10 de junho de 1990) é uma mangaká japonesa.  Ela é mais conhecida por sua série de mangá The Ancient Magus' Bride, que foi adaptada para uma série de anime em 2017. 

## Principais trabalhos
- Futari no Renai Shoka (ふたりの恋愛書架) (2012–2013)[4]
- The Ancient Magus' Bride (魔法使いの嫁, Mahō Tsukai no Yome) (2013–presente)[4]
- Frau Faust (フラウ・ファウスト, Furau Fausuto) (2014–2017)[5][6]
- Ghost and Witch (ゴーストアンドウィッチ, Goosuto ando Wicchi) (2021–presente)[7]